# Приднестровский государственный университет имени Т. Г. Шевченко
Приднестро́вский госуда́рственный университе́т имени Т. Г. Шевче́нко — крупнейшее высшее учебное заведение в Приднестровье, старейшее высшее учебное заведение Молдавии. В университете всего 12 корпусов. Обучение ведётся очно и заочно. В вузе получают знания не только жители Приднестровья, но и граждане из стран дальнего зарубежья. Студенты получают образование как на бюджетной основе, так и платно.

## История
Деятельность Приднестровского государственного университета началась в 1930 г., когда Постановлением Молдавского обкома КП(б)У и СНК МАССР на базе Молдавского педагогического техникума был учреждён Институт народного образования (ИНО) в г. Тирасполе.
1 октября 1930 г. директор Молдавского ИНО профессор А. Я. Бихман подписал приказ № 1, который определял структуру вуза. Первоначально в институте функционировали пять кафедр и три факультета: механико-математический, лингвистический и агробиологический (позже были открыты исторический и географический факультеты). В первом учебном году в ИНО обучались 123 студента, а вместе со слушателями подготовительных курсов их насчитывалось немногим более 200 человек. Преподавание велось на молдавском, украинском и русском языках.
В 1933 г. ИНО был преобразован в Молдавский педагогический институт с четырёхлетним сроком обучения. В марте 1939 года в ознаменование 125-летия со дня рождения великого украинского поэта и художника Тараса Шевченко вузу присвоено его имя. Педагогический институт сыграл значительную роль в подготовке высококвалифицированных преподавательских кадров. К 1940 г. он выпустил более 700 учителей родного языка и литературы, математики, физики, химии, биологии, истории. Неоценимый вклад в развитие образования края внесли П. И. Кьору, Н. А. Нарцов, И. В. Очинский, Л. А. Мадан, М. Я. Холостенко, А. Х. Похинин.
В годы Великой Отечественной войны институт продолжил свою деятельность в эвакуации в городе Бугуруслан Оренбургской области. Из институтских аудиторий ушли на фронт многие преподаватели, сотрудники и студенты вуза.
После освобождения Молдавии вуз возвращается в Тирасполь и возобновляет работу согласно Постановлению СНК МССР от 24 июля 1944 г. «О восстановлении сети высших и средних специальных учебных заведений системы наркомпроса МССР», но уже как Учительский институт. Для подготовки молодёжи к поступлению в вуз в октябре 1945 г. при институте создаётся рабочий факультет, который просуществовал до августа 1948 г. В соответствии с приказом Министерства высшего образования СССР от 28 ноября 1951 г. вуз был преобразован в Тираспольский государственный педагогический институт им. Т. Г. Шевченко (ТГПИ), в состав которого вошли четыре факультета: филологический, физико-математический, естествознания и географический. С 1956 г. вуз начал подготовку учителей широкого профиля с пятилетним сроком обучения.
В октябре 1960 года институт отметил своё тридцатилетие. Были проведены теоретические и научно-практические конференции профессорско-преподавательского состава и студентов, посвящённые юбилею вуза и столетию со дня рождения выдающегося земляка — учёного-химика, академика Н. Д. Зелинского. В 60-е годы ТГПИ им. Т. Г. Шевченко становится крупным региональным учебно-методическим и научным центром Молдавии. В институте ежегодно проводились практические конференции, в которых принимали участие учителя средних школ из городов и сёл МССР. Открылся планетарий, работали агробиостанция, научные лаборатории, начали функционировать юношеская физико-математическая школа, научное общество студентов и учащихся, клуб путешественников.
В 1970 году за достигнутые успехи в подготовке и воспитании педагогических и научных кадров Тираспольский государственный педагогический институт им. Т. Г. Шевченко был награждён Почётной грамотой Президиума Верховного Совета МССР, в 1974 г. — занесён в Золотую Книгу Почёта МССР, а в 1980 г. Указом Президиума Верховного Совета СССР награждён Знаком Почёта
Институт по праву гордился своими выпускниками, в числе которых молдавские государственные и общественные деятели К. Ф. Ильяшенко, А. Н. Крачун, Е. С. Постовой, Л. Ф. Кулюк, известные учёные Я. С. Гросул, А. М. Лазарев, М. М. Радул, М. Ф. Ярошенко, И. Д. Чобану, писатели и поэты Ф. М. Пономарь, Н. П. Кабак, М. Ф. Опря, С. Е. Моспан.
На 1 января 1990 г. в штате института состояли пять докторов наук и 163 кандидата наук. На пяти факультетах (физико-математическом, филологическом, географическом, биолого-химическом, педагогическом) по 11 специальностям обучались 5,5 тысяч студентов очного и заочного отделений.
В сентябре 1990 г. Постановлением Временного Верховного Совета Приднестровской Молдавской Советской Социалистической Республики (провозглашена 2 сентября 1990 г.) в Тирасполе был учреждён государственно-корпоративный университет (ТГКУ) с целью подготовки квалифицированных кадров как для народного образования, так и для различных отраслей народного хозяйства Приднестровья. Учредителями ТГКУ стали Ассоциация местных Советов народных депутатов и предприятий Приднестровского региона, Всероссийский фонд образования. 25 декабря 1990 г. начались учебные занятия на четырёх факультетах ТГКУ (историко-юридическом, экономическом, физико-техническом и технологическом, аграрно-экологическом).
25 июня 1992 г. после драматических событий в Бендерах и Дубоссарах, в разгар Приднестровской войны, руководство ПМР приняло решение о слиянии двух вузов — Тираспольского государственного педагогического института им. Т. Г. Шевченко и Тираспольского государственно-корпоративного университета Приднестровского региона. На их основе был создан Приднестровский государственно-корпоративный университет им. Т. Г. Шевченко. В связи с 200-летием со дня основания г. Тирасполя в октябре 1992 г. ПГКУ им. Т. Г. Шевченко награждён медалью «Трудовая доблесть». В 1997 году, в связи с изменением статуса, был переименован в Приднестровский государственный университет им. Т. Г. Шевченко. Под гарантией и при деятельной поддержке Московского государственного университета в 1999 году ПГУ стал полноправным членом Евразийской Ассоциации классических университетов.
В связи с 70-летием 1 октября 2000 года ПГУ им. Т. Г. Шевченко награждён высшей государственной наградой Приднестровской Молдавской Республики — Орденом Республики, а также Почётным знаком Российской академии естественных наук «За пользу Отечеству» им. В. Н. Татищева.
В 2010 году ВУЗ был награждён Орденом «За заслуги» I степени.
С 1996 по июль 2014 года ректором университета являлся доктор физико-математических наук, действительный член РАЕН, профессор С. И. Берил, которого на этом посту сменил Степанов Вячеслав Петрович. 18 марта 2015 года указом Президента ПМР была назначена ректором Университета Сандуца Галина Ивановна.

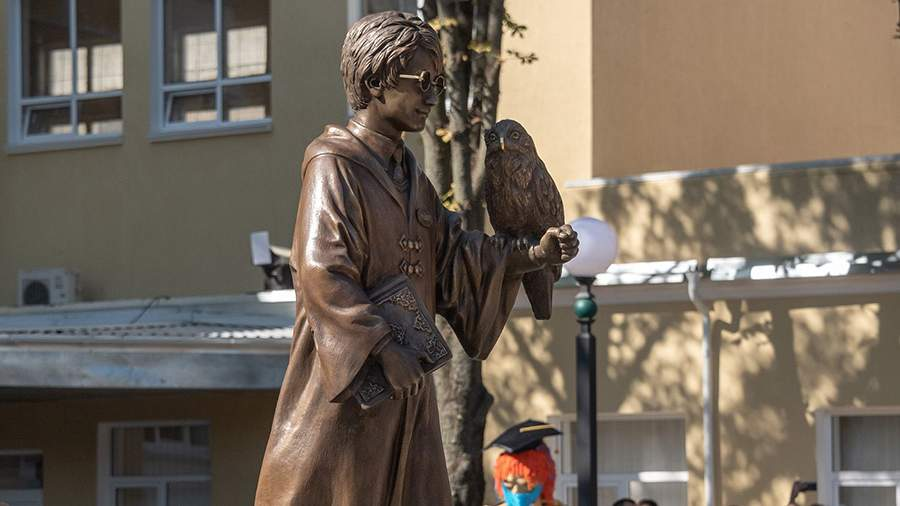
Памятник Гарри Поттеру

К 2012 году Приднестровский государственный университет перешел на Болонскую систему.
В октябре 2015 года Университет был награждён Орденом Почёта ПМР.
28 апреля 2017 года ректором университета был вновь избран профессор С. И. Берил.
1 сентября 2021 года был открыт на территории университета памятник Гарри Поттеру.

## Филиалы, факультеты и институты на правах факультетов[7]
- Аграрно-технологический факультет
- Бендерский политехнический филиал
- Естественно-географический факультет
- Институт государственного управления и социально-гуманитарных наук
- Медицинский факультет
- Рыбницкий филиал
- Факультет педагогики и психологии
- Факультет физической культуры и спорта
- Физико-математический факультет
- Физико-технический институт
- Экономический факультет
- Филологический факультет
- Юридический факультет

## Музеи университета[8]
- Музей истории университета
- Музей археологии
- Зоологический музей
- Геолого-палеонтологический музей

## Почётные профессора
- Рогозин Дмитрий Олегович[9]
- Хенрик Бор[10]
- Никонов Вячеслав Алексеевич[11]
- Гузенкова Тамара Семёновна[12]
- Решетников Леонид Петрович[13]
- Лидия Исидоровна Сизенёва

## Галерея

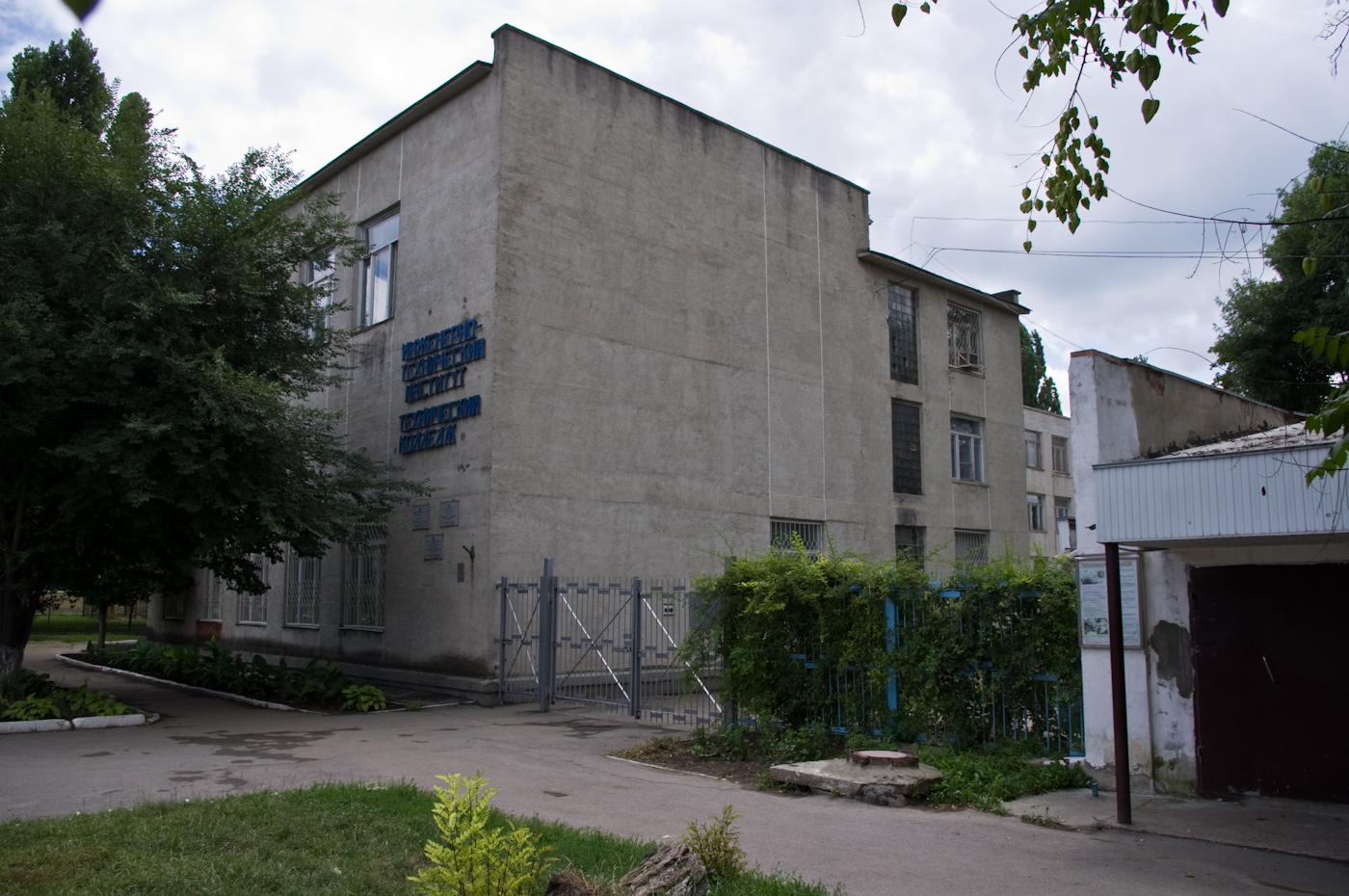
Инженерно-технический институт ПГУ им. Т. Г. Шевченко
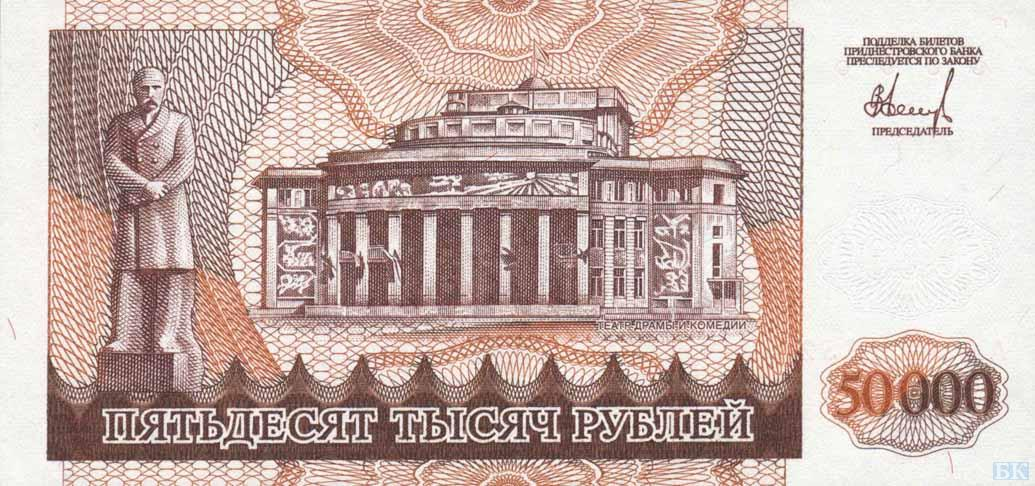
Изображение памятника Т. Г. Шевченко и театра драмы и комедии им. Аронецкой
Флаг ПГУ им. Т.Г. Шевченко